# Frederick John Robinson
Frederick John Robinson (Londen, 1 november 1782 - aldaar, 28 januari 1859), 1e graaf van Ripon, was een Brits Tory-politicus. 

## Levensloop
Hij was de tweede van drie zoons van Thomas Robinson, de tweede baron van Grantham , en Lady Mary Jemima Grey Yorke. Hij studeerde aan het St John's College van de Universiteit van Cambridge en behaalde er in 1802 zijn diploma. Vervolgens werd hij als rechtenstudent toegelaten tot Lincoln's Inn. Door de oorlogen met Frankrijk kon Robinson echter niet door Europa reizen, wat in die tijd de gewoonte was bij rijke families. 
Van 1804 tot 1806 was hij privésecretaris van de graaf van Hardwicke, de militair gouverneur van Ierland. Daarna werd hij in november 1806 verkozen in het House of Commons, waar hij bleef zetelen tot in 1827. In 1809 werd hij staatssecretaris van Oorlog onder minister van Oorlog en Koloniën Castlereagh, maar bleef dit slechts enkele maanden. Robinson werd echter geen minister in de nieuwe regering onder leiding van Spencer Perceval. In 1812 werd door de nieuwe premier Liverpool benoemd tot ondervoorzitter van de Handelsraad.
Eind 1813 vergezelde Robinson minister van Buitenlandse Zaken Castlereagh op diplomatieke missie naar Europa. Ze waren betrokken bij de onderhandelingen die leidden tot het Vrede van Parijs, die na het einde van de napoleontische oorlogen tot stand kwam. Na zijn terugkeer naar Groot-Brittannië huwde Robinson in 1814 met Lady Sarah Hobart, met wie hij drie kinderen kreeg.
In maart 1815 diende Robinson in het parlement het wetsvoorstel in om de Graanwetten in te voeren. Deze wetten waren niet populair en een menigte viel Robinsons huis aan. Het tumult werd door soldaten beëindigd en er vielen twee doden. Toen Robinson dit aan het parlement meedeelde, barstte hij zelfs in tranen uit en vanaf toen kreeg hij de bijnaam "huilebalk". In januari 1818 werd hij voorzitter van de Handelsraad en enkele maanden later werd hij ook schatbewaarder van de Marine. Beide functies oefende hij uit tot in 1823.
In januari 1823 werd Robinson benoemd tot minister van Financiën. In deze functie verminderde hij verder de Britse staatsschuld door allerlei besparingen in te voeren en belastingen te verminderen. Toen de lening die Groot-Brittannië aan Oostenrijk voor de helft terugbetaald werd, gebruikte Robinson dat geld om nieuwe kerken te bouwen, om een Nationale Galerij op te richten en om Windsor Castle te restaureren. Ook slaagde hij erin om de economische crisis te bestrijden.
Na de dood van zijn dochter vroeg Robinson in oktober 1826 aan premier Liverpool om hem een belangrijke functie in het House of Lords te geven en de toestemming om uit de regering te stappen. Liverpool weigerde echter en Robinson bleef in de regering. In april 1827 werd hij minister van Oorlog en Koloniën in de regering van George Canning. Hetzelfde moment werd hij in de adel verheven als burggraaf Goderich, waardoor hij lid werd van het House of Lords.
Nadat Canning in augustus 1827 overleed, vroeg koning George IV aan Goderich om de nieuwe premier te worden. De koning stelde echter enkele voorwaarden: geen parlementaire hervormingen, geen katholieke emancipatie en geen extra Whig-ministers in de regering. Goderich aanvaardde, maar kon de koning ervan overtuigen om vraagstuk van de katholieke emancipatie als een open vraagstuk te beschouwen. Koning George bepaalde echter de samenstelling van de regering, waarbij Goderich geen minister van Financiën werd.
Toen Canning nog premier was, steunde Groot-Brittannië de Griekse vrijheidsstrijders die onafhankelijk wilden zijn van het Ottomaanse Rijk. Dit leidde tot de ondertekening van het Verdrag van Londen waarbij Groot-Brittannië, Frankrijk en Rusland een akkoord sloten om te bemiddelen bij de Griekse Onafhankelijkheidsoorlog. De Turken verwierpen dit verdrag, waarna de regering van Goderich verplicht was om een blokkade rond Griekenland aan te leggen, zodat de Turkse vloot gehinderd werd. Deze blokkade gebeurde echter al voor de regering toestemming gegeven had. In oktober 1827 troffen de Engels-Franse en de Turkse vloot elkaar en het kwam tot een veldslag, waarbij de Turkse vloot vernietigd werd. De hertog van Wellington noemde het een ongewenste gebeurtenissen, terwijl er in de regering verdeeldheid was over de manier waarop gereageerd moest worden. Deze verdeeldheid zou leiden tot het ontslag van Goderich als premier en in januari 1828 werd hij opgevolgd door de hertog van Wellington.
In 1830 werd Goderich na zijn overstap naar de Whigs minister van Oorlog en Koloniën in de regering onder leiding van graaf Grey. In 1833 verliet hij echter deze ministerfunctie en werd Lord Privy Seal. In 1833 werd hij ook benoemd tot graaf van Ripon.
Als minister van Koloniën diende Ripon in 1833 in het House of Lords een wetsvoorstel in om de slavernij af te schaffen en slaagde erin om het te laten goedkeuren. In mei 1834 verliet hij samen met enkele andere ministers de regering uit protest tegen de Irish Church Bill, die hij zag als een bedreiging van de status van de Church of Ireland. Kort daarna verliet hij de Whigs en in 1836 werd hij lid van de Conservative Party, de vroegere Torypartij. 
In 1841 werd hij voorzitter van de Handelsraad in de tweede regering van Robert Peel. In deze functie liet hij de fiscale wetten van Peel door het parlement goedkeuren. In 1843 werd hij voorzitter van de Controleraad en bleef dit tot in juni 1846, toen Peels regering ten val kwam. In 1847 gaf hij in het House of Lords zijn laatste toespraak in verband met Ierse zaken. In januari 1859 overleed hij na een korte ziekte.

## De man met de hoed

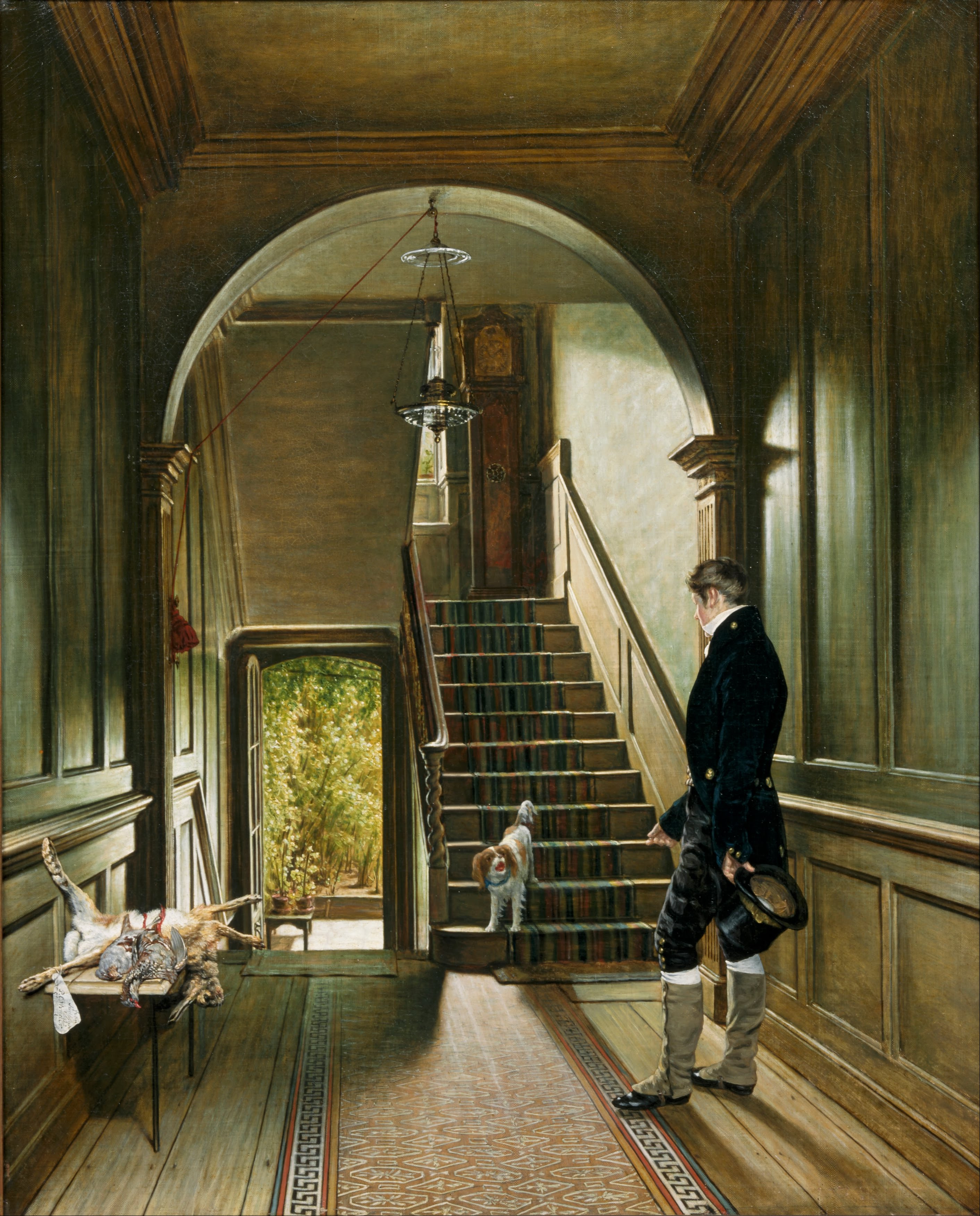
Pieter Christoffel Wonder - Het trappenhuis van de Londense woning van de schilder

In 2014 is door een student van de Open Universiteit ontdekt dat Robinson staat afgebeeld op het Nederlandse schilderij Het trappenhuis van de Londense woning van de schilder van de Utrechtse schilder Pieter Christoffel Wonder. Robinson is 'de man met de hoed'.
Dit schilderij hangt in het Centraal Museum Utrecht.